# Agrilus aureus
Agrilus aureus es una especie de insecto del género Agrilus, familia Buprestidae, orden Coleoptera. Fue descrita por Chevrolat, 1838.
Se encuentra en el sudeste de Estados Unidos y en México.